# Bosc de Castellvell
El Bosc de Castellvell és un bosc del terme municipal de Sarroca de Bellera, dins de l'antic terme de Benés, de l'Alta Ribagorça.
Està situat al sud-oest del poble de Castellvell de Bellera, del qual pren el nom, a ponent del Tossal del Portell i al nord del Pui de Far. És, precisament, al vessant septentrional, obac, d'aquesta darrera muntanya.
La seva continuïtat cap a ponent és el Bosc de Peguera.